# Ewelina Marciniak
Ewelina Marciniak (* 1984) ist eine polnische Theaterregisseurin.

## Leben
Ewelina Marciniak studierte an der Theaterakademie in Krakau Regie und an der Jagiellonen-Universität European Studies und Theaterwissenschaft. 2008 gab sie ihr Regie-Debüt in Polen, seitdem arbeitete sie unter anderem mit Dramatikern und Schriftstellern wie Michał Buszewicz, Jarosław Murawski, Marcin Cecko, Magdalena Kupryjanowicz und Jan Czapliński zusammen.
2015 inszenierte sie Elfriede Jelineks Der Tod und das Mädchen, Kulturminister Piotr Gliński versuchte die Aufführung am Polnischen Theater Breslau wegen angeblicher sexueller Handlungen und Verstoß gegen die „Prinzipien des gesellschaftlichen Zusammenlebens“ zu verhindern. Am Wybrzeże-Theater in Danzig waren ihre Interpretation von Jelineks Die Amateure sowie Bildnis einer Dame von Henry James zu sehen. Am Schlesischen Theater in Kattowitz setzte sie Szczepan Twardochs Morphin  und am Powszechny-Theater in Warschau Die Jakobsbücher von Olga Tokarczuk in Szene. 2015 erhielt sie den polnischen Kulturpreis Paszport Polityki in der Kategorie Theater.
In Deutschland debütiert sie Anfang 2018 am Theater Freiburg mit Shakespeares Sommernachtstraum. Im Rahmen der Faustverleihung 2020 wurde sie mit dem Deutschen Theaterpreis Der Faust in der Kategorie Beste Regie im Schauspiel für ihre Inszenierung von Der Boxer von Szczepan Twardoch am Thalia Theater Hamburg ausgezeichnet. Ihre Interpretation von Schillers Die Jungfrau von Orleans in einer Bearbeitung von Joanna Bednarczyk am Nationaltheater Mannheim wurde zum Berliner Theatertreffen 2022 eingeladen. 2022 inszenierte sie erstmals in Österreich, im August feierte sie mit ihrer Inszenierung von Iphigenia frei nach Euripides, einer Koproduktion mit dem Hamburger Thalia-Theater, bei den Salzburger Festspielen auf der Pernerinsel Premiere.
Zum Festival Radikal jung des Münchner Volkstheaters wurde sie 2020 mit Der Boxer und 2022 mit Die Jungfrau von Orleans eingeladen. 2024 brachte sie den Roman Mein Jahr der Ruhe und Entspannung von Ottessa Moshfegh auf die Bühne des Schauspielhauses Graz. Anfang 2025 inszenierte sie fürs Münchner Residenztheater Oscar Wildes Salome im Cuvilliés-Theater mit Linda Blümchen in der Titelrolle.

## Auszeichnungen
- 2015: Paszport Polityki in der Kategorie Theater[1][3]
- 2020: Einladung zum Festival Radikal jung des Münchner Volkstheaters mit Der Boxer[9]
- 2020: Faustverleihung 2020 – Auszeichnung mit dem Deutschen Theaterpreis Der Faust in der Kategorie Beste Regie im Schauspiel für ihre Inszenierung von Der Boxer am Thalia Theater Hamburg[2]
- 2022: Einladung zum Festival Radikal jung mit Die Jungfrau von Orleans[9]
- 2022: Einladung zum 59. Theatertreffen 2022 mit Die Jungfrau von Orleans[7]